# Ebrechtella forcipata
Ebrechtella forcipata är en spindelart som först beskrevs av Song och Zhu 1993.  Ebrechtella forcipata ingår i släktet Ebrechtella och familjen krabbspindlar. Inga underarter finns listade i Catalogue of Life.